# Selecció de futbol de Finlàndia
La selecció de futbol de Finlàndia és l'equip representatiu de Finlàndia en les competicions oficials. La seua organització està a càrrec de la Federació de Futbol de Finlàndia (Suomen Palloliitto), pertanyent a la UEFA.

## Història
La selecció finlandesa és una de les seleccions que pertanyen a la UEFA. Mai en la seua història va assolir classificar-se per a una competició internacional, encara que si ho va estar prop d'aconseguir el 2008, rumb a la classificació de l'Eurocopa. Després de 14 dates, va començar de bona forma la seua classificació, però després de patir alguns revessos, no va poder segellar el que haguera estat la seua històrica classificació a un torneig internacional.

## Finlàndia als Mundials
- 1930 - Sense participació
- 1934 a 1938 - No es va classificar
- 1950 - Retir durant classificatòria
- 1954 a 2018 - No es va classificar

## Eurocopa
- 1960 a 1964 - Sense participació
- 1968 a 2016 - No es va classificar

## Equip actual
Els jugadors següents van ser seleccionats pel partit amistós contra Dinamarca el 15 de novembre del 2011.
| 12 | Por. | Otto Frederikson          | 30 de novembre de 1981 | 13 | 0  | Spartak Nalchik   |  |  |
| 1  | Por. | Lukas Hradecky            | 24 de novembre de 1989 | 8  | 0  | Esbjerg           |  |  |
|    |      |                           |                        |    |    |                   |  |  |
| 3  | Def. | Niklas Moisander (capità) | 29 de setembre de 1985 | 25 | 1  | AZ                |  |  |
| 2  | Def. | Petri Pasanen             | 24 de setembre de 1980 | 67 | 1  | Red Bull Salzburg |  |  |
| 22 | Def. | Jukka Raitala             | 15 de setembre de 1988 | 10 | 0  | Osasuna           |  |  |
| 15 | Def. | Markus Halsti             | 19 de març de 1984     | 5  | 0  | Malmö             |  |  |
| 5  | Def. | Veli Lampi                | 18 de juny de 1984     | 26 | 0  | Arsenal Kyiv      |  |  |
| 13 | Def. | Kari Arkivuo              | 23 de juny de 1983     | 13 | 1  | Häcken            |  |  |
| 6  | Def. | Ville Jalasto             | 16 d'abril de 1986     | 3  | 0  | Aalesund          |  |  |
|    |      |                           |                        |    |    |                   |  |  |
| 14 | Cen. | Tim Sparv                 | 20 de febrer de 1987   | 18 | 0  | Groningen         |  |  |
| 21 | Cen. | Kasper Hämäläinen         | 8 d'agost de 1986      | 20 | 5  | Djurgården        |  |  |
| 19 | Cen. | Alexander Ring            | 9 d'abril de 1991      | 6  | 0  | HJK               |  |  |
| 8  | Cen. | Daniel Sjölund            | 22 d'abril de 1983     | 31 | 2  | Djurgården        |  |  |
| 7  | Cen. | Roman Eremenko            | 19 de març de 1987     | 41 | 1  | Rubin Kazan       |  |  |
| 20 | Cen. | Alexei Eremenko           | 27 de març de 1983     | 53 | 14 | Rubin Kazan       |  |  |
| 11 | Cen. | Riku Riski                | 16 d'agost de 1989     | 4  | 0  | Örebro            |  |  |
| 8  | Cen. | Përparim Hetemaj          | 12 de desembre de 1986 | 10 | 0  | Chievo            |  |  |
|    |      |                           |                        |    |    |                   |  |  |
| 9  | Dav. | Mikael Forssell           | 15 de març de 1981     | 81 | 26 | Leeds United      |  |  |
| 10 | Dav. | Teemu Pukki               | 29 de març de 1990     | 9  | 0  | Schalke           |  |  |
| 18 | Dav. | Berat Sadik               | 14 de setembre de 1986 | 6  | 0  | HJK               |  |  |

## Seleccionadors
| Entrenador                   | Anys      | PJ | PG | PE | PP |
| ---------------------------- | --------- | -- | -- | -- | -- |
| No hi va haver seleccionador | 1911-21   | 17 | 6  | 2  | 9  |
| Jarl Öhman                   | 1922      | 4  | 1  | 0  | 3  |
| No hi va haver seleccionador | 1923-35   | 77 | 22 | 12 | 43 |
| Ferdinand Fabra              | 1936-37   | 8  | 1  | 1  | 6  |
| No hi va haver seleccionador | 1937-38   | 9  | 3  | 0  | 6  |
| Gábor Obitz                  | 1939      | 6  | 1  | 0  | 5  |
| No hi va haver seleccionador | 1939-43   | 7  | 0  | 1  | 6  |
| Axel Mårtensson              | 1945      | 2  | 0  | 0  | 2  |
| Niilo Tammisalo              | 1946      | 3  | 0  | 0  | 3  |
| Aatos Lehtonen               | 1947-55   | 51 | 7  | 9  | 35 |
| Kurt Weinreich               | 1955-58   | 23 | 3  | 1  | 19 |
| Aatos Lehtonen               | 1959-61   | 19 | 3  | 0  | 16 |
| Olavi Laaksonen              | 1962-74   | 91 | 16 | 21 | 54 |
| Martti Kosma                 | 1975      | 2  | 0  | 1  | 1  |
| Aulis Rytkönen               | 1975-78   | 30 | 8  | 4  | 18 |
| Esko Malm                    | 1979-81   | 27 | 4  | 6  | 17 |
| Martti Kuusela               | 1982-87   | 53 | 9  | 11 | 33 |
| Jukka Vakkila                | 1988-92   | 48 | 7  | 21 | 20 |
| Tommy Lindholm               | 1993-94   | 25 | 5  | 7  | 13 |
| Jukka Ikäläinen              | 1994-96   | 21 | 7  | 4  | 10 |
| Richard Møller Nielsen       | 1996-99   | 34 | 9  | 12 | 13 |
| Antti Muurinen               | 2000-05   | 72 | 34 | 12 | 26 |
| Jyrki Heliskoski             | 2005      | 6  | 2  | 2  | 2  |
| Roy Hodgson                  | 2006-2007 | 22 | 6  | 11 | 5  |
| Stuart Baxter                | 2008-2010 | 31 | 8  | 6  | 17 |
| Olli Huttunnen               | 2010      | 1  | 1  | 0  | 0  |
| Markku Kanerva               | 2011      | 2  | 0  | 1  | 1  |
| Mixu Paatelainen             | 2011-     | 2  | 1  | 0  | 1  |

## Jugadors històrics
| - Veikko Asikainen - Verner Eklöf - Pentti Eronen - Tommi Grönlund - Petri Helin - Ari Hjelm - Olli Huttunen - Jukka Ikäläinen - Jari Ilola - Atik Ismail - Markku Kanerva - Juuso Kangaskorpi - Mikko Kaven | - Hjalmar Kelin - Miika Koppinen - Joonas Kolkka - Shefki Kuqi - Olavi Laaksonen - Kari Laukkanen - Aatos Lehtonen - Kalevi Lehtovirta - Åke Lindman - Mika Lipponen - Jari Litmanen - Teuvo Moilanen - Stig-Göran Myntti | - Miikka Multaharju - Lars Nasman - Antti Niemi - Kaarlo Niilonen - Algoth Niska - Jussi Nuorela - Mika Nurmela - Ville Nylund - Mika-Matti Paatelainen - Kai Pahlman - Juhani Peltonen - Tero Penttilä - Erkka Petäjä | - Jari Rantanen - Pasi Rautiainen - Juha Reini - Aki Riihilahti - Nils Rikberg - Olavi Rissanen - Aulis Rytkönen - Janne Salli - Thure Sarnola - Eino Soinio - Antti Sumiala - Tero Taipale - Hannu Tihinen | - Jani Tuomala - Marko Tuomala - Arto Tolsa - Simo Valakari - Jani Viander - Max Viinioksa - Jarkko Wiss - Jarl Öhman |